# نافح العطسة
نافح العطسة هو فيلم تلفزي مغربي من إخراج مجيد الرشيش سنة 2004، وبطولة كل من حسن الصقلي، محمد مجد، سعيدة باعدي، مصطفى سلمات، حنان الإبراهيمي|، عبد الصمد مفتاح الخير، وآخرين.

## القصة
يتم العثور على نافح العطسة ميّتا في منزله بسكتة قلبية، فترسل رفيقته على وجه السرعة أحد أصدقائه ليبلغ ابنته الخبر، هذه الأخيرة تستقبل النبأ ببرودة. فقد كانت علاقتها مع أبيها تتسم بالبرودة والتوتر. فنجيب السرحاني الملقب بـ«نافح العطسة» كان فيما مضى رب أسرة نموذجي، كما كان يدير مقاولته بنجاح وتفوق، لكن نتيجة للضغوط والمراوغات والمقالب التي دبرها صهره من أجل الاستيلاء على المال، يقدّم نجيب السرحاني استقالته من منصبه ويهجر أسرته ليعيش بأحد الأحياء الهامشية ويصبح مدمنا على تناول الكحول والنفحة. تنتقل أسرة نافح إلى مسكنه المتواضع لإجراء مراسيم دفنه بتكتم كبير، لكن عندما أسدل الليل ظلامه قرروا تأجيل الأمر إلى الغد تاركين جثة نافح راقدا فوق سريره المهترئ. أما أصدقاؤه مصطفى والمعطي وعباس الذين اعتادوا على الاحتفال مع الفقيد كل مساء في الميناء وفي حانات الحي، فقد أقاموا حفلا ساهرا على طريقتهم الخاصة تكريما لصديق كانوا يُعزّونهُ كثيرا. وبينما هم منهمكين في شرب الخمر والسجائر بجانب جثة صديقهم، يخترق آذانهم صوت «عطسة» منبعثة من الخارج، ذكرتهم بعطسة نافح الفريدة. في البدء ظنوا أن الأمر لا يعدو مجرد هلوسة، لكن شكهم تبدد بعدما اشتد الصوت المنبعث فاستنتجوا عدم موت صاحبهم، وأن ما أصابه كان نتيجة إفراطه في شرب الخمر. تتوالى الأحداث، وحين يصل الأصدقاء ونافح إلى قارب الرايس الملقب ب «الروكان» يدخلون قاع البحر لإتمام سهرة السكر والعربدة، لكن القارب الذي كانوا على متنه غرق بفعل الأمواج ونجا الجميع إلا نافح العطسة الذي ابتلعه الموج. فهل كان قبل ذلك حيا أو ميتا؟ هذا هو السؤال الذي بحثت فيه الشرطة وأسرته الصغيرة المتنكرة لفضائحه وأسرة درب الطوب التي أحبت جنونه وتمرده.